# 207. motorisierte Schützendivision
Die 207. motorisierte Schützendivision (russisch 207-я мотострелковая Померанская Краснознамённая, ордена Суворова дивизия) der Gruppe der Sowjetischen Streitkräfte in Deutschland in der DDR war zuletzt der 2. Gardepanzerarmee unterstellt. Der Stab befand sich in Stendal.

## Gliederung 1991
| Bezeichnung | Bezeichnung | Bezeichnung                                               | Standort          | Tarnname            | Truppen-№ |
| ----------- | --- | --------------------------------------------------------- | ----------------- | ------------------- | --------- |
|             | HQ 207. MotSchützendivision | HQ 207. MotSchützendivision                               | Stendal (Lage)    | «Nikotin», «Deiton» | 83051     |
|             | Führung der Division |                                                           |                   |                     |           |
|             | | 33. MotSchützenregiment                                   | Stendal (Lage)    | «Arba»              | 86854     |
|             | | 41. MotSchützenregiment                                   | Gardelegen (Lage) | «Kolchosnik»        | 86860     |
|             | | 400. MotSchützenregiment                                  | Mahlwinkel (Lage) | «Mikronk»           | 55455     |
|             | | 591. Garde-MotSchützenregiment                            | Staats (Lage)     | «Awertin»           | 86862     |
|             | | 693. Panzer-Artillerieregiment                            | Stendal (Lage)    | «Deiton»            | 86863     |
|             | | 75. Garde-Flugabwehr-Raketenregiment                      | Stendal           |                     | 58998     |
|             | | 32. Selbständiges Panzerbataillon                         | Gardelegen (Lage) | «Alabor»            | 11950     |
|             | | 498. Selbständige Panzer-Abwehrabteilung                  | Gardelegen (Lage) |                     | 72648     |
|             | | 6. Selbständiges Aufklärungsbataillon                     | Schwerin          | «Reschaemyi»        | 83059     |
|             | | 912. Selbständiges Fernmeldebataillon                     | Stendal (Lage)    | «Efirnik»           | 83062     |
|             | | 338. Selbständiges Pionierbataillon                       | Stendal (Lage)    |                     | 35867     |
|             | | 102. Selbständiges Bataillon Chemische Abwehr             | Stendal (Lage)    |                     | 25495     |
|             | | 1131. Selbständiges Logistikbataillon                     | Stendal (Lage)    |                     | 50303     |
|             | | 46. Selbständiges Reparatur- und Instandsetzungsbataillon | Gardelegen (Lage) |                     | 24516     |
|             | | 225. Selbständiges Sanitätsbataillon                      | Stendal (Lage)    | «Alidada»           |           |
|             | Gesamtbestand Kampfpanzer = 155; Schützenpanzer = 348 (BMP); Mannschaftstransporter gepanzert = 346 (BTR); Panzerartillerie = 126 (SAU); Minenwerfer = 72; Mehrfachraketenwerfer = 18 (RSSO) |                                                           |                   |                     |           |